# Interleukin 30
Interleukin 30 (IL-30) je součástí heterodimerního cytokinu interleukin 27 (IL-27), jiný název IL-30 je proto IL27-p28. IL-27 se skládá z α řetězce p28 a β řetězce EBI3 (Epstain-Barr induce gene-3). Podjednotka p28, neboli IL-30, má důležitou roli jako součást IL-27, ale může být sekretována jako samostatný monomer. I v nepřítomnosti EBI3 má své vlastní funkce. Objev IL-30 jakožto individuálního cytokinu je relativně nový, jeho role při modulaci imunitní odpovědi není zcela objasněna a bude vyžadovat další zkoumání.

## Funkce
Předpokládá se, že některé z funkcí monomeru IL-30 jsou podobné funkcím IL-27, přestože existuje více informací o IL-27 než IL-30. IL-27 i samostatný IL-30 mohou regulovat zánětlivou reakci imunitního systému inhibicí produkce Th17 buněk pomocí STAT1 . Přestože má IL-30 na produkci IL-17 podobný účinek jako IL-27, jeho účinnost je nižší. Ve chvíli, kdy IL-30 funguje jako samostatný monomer, působí jako supresor IL-27 signální dráhy. Podobně jako se podjednotka p40 interleukinu 12 kompetitivně váže na IL-12 receptor (IL-12R), se IL-30 pravděpodobně váže na IL-27 receptor (IL-27R), čímž brání navázání IL-27. Součástí IL-27R je podjednotka gp130, která je také součástí IL-6 receptoru. Proto IL-30 působí také jako antagonista IL-6 a potlačuje produkci Th17 a Th1 buněk. Receptorová podjednotka gp130 hraje důležitou roli v receptorech pro více cytokinů, existuje tedy možnost, že IL-30 může ovlivnit i další cytokinovou signalizaci.
IL-30 může také tvořit alternativní heterodimer s EBI3 homologním cytokinovým faktorem 1 (CLF) zvaný p28/CLF. Tento komplex je produkován dendritickými buňkami . p28/CLF se váže na podjednotky IL-6Ra a gp130 IL-6 receptoru. Stimuluje NK buňky a tím zvyšuje produkci IFN-y. Může také indukovat produkci IgGlc, IgG2c a IgM.
V laboratoři může být stvořen heterodimer složený z IL-30 a β řetězce IL-12 p40. Tento rekombinantní protein nese označení p28/p40. Jeho funkčnost naznačuje, že α and β řetězce cytokinů z rodiny IL-12 mohou i v přírodě vytvářet alternativní heterodimery. Inhibicí aktivace STAT1 a STAT3 signálních drah tento protein inhibuje Th17 lymfocyty, které jsou jinak indukovány prostřednictvím receptorové podjednotky gp130 cytokiny IL-6 a IL-27. p28/p40 také inhibuje Th1 buňky. Obě tyto funkce by mohly být potenciálně prospěšné při léčbě některých autoimunitních onemocnění.
Nové výzkumy ukazují, že IL-30 hraje roli v regulaci rakoviny prostaty a prsu . Je spojen s progresí nádoru a metastazováním.

## Struktura
IL-30 je protein z IL-6 cytokinové rodiny. Jeho molekulová hmotnost je 28 kilodaltonů (odtud vychází jeho označení p28). Je tvořen 4 helixy, svou strukturou se podobá IL-6.
Lidský gen pro IL-30 je umístěn na chromozomu 16p11. Gen pro tuto molekulu se nyní oficiálně dle HGNC nazývá IL-27.

## Terapeutické využití
IL-30, případně heterodimer p28/p40, by potenciálně mohlo být možné využívat jako imunosupresiva pro některá autoimunitní onemocnění nebo pro závažná systematická zánětlivá onemocnění. IL-30 by také mohl být potenciálním cílem pro léčbu rakoviny.